# برنامج الإقامة الفنية لإنهاء الاستعمار في الهندسة المعمارية
برنامج الإقامة الفنية لإنهاء الاستعمار في الهندسة المعمارية (DAAR) هو استوديو معماري يضم مجموعة من المهندسين المعماريين وبرنامج إقامة مقره في بيت ساحور، فلسطين. إنشأ دار للعمل على حل المشكلات المعمارية المعقدة في منطقة ذات قوى سياسية متضاربة بشدة، وهي مرتبطة بمجموعة أبحاث فن العمارة لإنهاء الاستعمار.

## وصف
يجمع عمل دار بين التدخلات المكانية والكتابات النظرية والتعلم الجماعي. وهو مخصص للتجارب المعمارية حول إعادة استخدام وتحويل العمارة الاستعمارية والمستوطنات والقواعد العسكرية والقرى الفارغة، في المقام الأول في فلسطين. "تتركز ممارسة دار على واحدة من أصعب معضلات الممارسة السياسية: كيفية التصرف بشكل مقترح ونقدي في بيئة يكون فيها مجال القوة السياسية مشوهًا بشكل كبير."

## تاريخ
تأسس دار في عام 2007  في بيت ساحور على يد أليساندرو بيتي وساندي هلال وأيال ويزمان. أفكار الدار التي طور ونشرت في جميع أنحاء المنطقة وخارجها من خلال المعارض والندوات والفيديو والمنشورات. يعمل العشرات من المهندسين المعماريين المحليين والدوليين وعدد من الفنانين وصانعي الأفلام والناشطين مع دار.

## المشاريع
عمل دار على مشروع بعنوان تراث اللاجئين، والذي تعاون بشكل مباشر مع اليونسكو لترشيح مخيم الدهيشة للاجئين في الضفة الغربية ليصبح موقعًا للتراث العالمي. يتعامل المشروع بشكل نقدي مع التراث كمفهوم.
في عام 2010، طلب دار من المحامي غياث ناصر تقديم التماس إلى المحاكم الإسرائيلية للسماح بعرض الخط الذي يقسم فلسطين ليكون موقعًا لـ "دولة حدودية" جديدة.

## الجوائز
وفي عام 2010 كرم المعهد بجائزة الأمير كلاوس. لجنة التحكيم تكافئ عملها
"لإدخال نهج غير تقليدي للتنمية في حالات الصراع وما بعد الصراع، ولتقديم تكهنات قيمة حول الحقائق المستقبلية للمناطق المتنازع عليها، ولتحديها الحاسم لنظريات التخطيط الحضري التي عفا عليها الزمن والتي تقوم على عالم أكثر سلاما، ولتسليط الضوء على دور الهندسة المعمارية يسلط الضوء على دور الهندسة المعمارية والتصور في خلق وتغيير حدود الواقع".
حصل دار على منح مؤسسة مبادرات الفنون (FfAI) في الأعوام 2010 و2012 و2014 و2015.
رشح دار لجائزةجائزة تصميم حجر الكاري، وجائزة آني وهينريش سوسمان فنان، وجائزة مركز قائمة فيرا للمدرسة الجديدة للفن والسياسة، وجائزة تشرنيكوف.
حصل المؤسس المشارك، أليساندرو بيتي، على زمالة كيث هارينج لعام 2016 في الفن والنشاط في كلية بارد.
وفي عام 2023 كرم بينالي البندقية للعمارة المعهد بجائزة الأسد الذهبي لأفضل مشارك في المعرض الثامن عشر مختبر المستقبل.

## المعارض
نشرت مشاريع دار وعرضها في بينالي البندقية، أعمال منزلية في بيروت، بينالي اسطنبول، بوزار في بروكسل، الجمعية الجديدة للفنون البصرية في برلين، بينالي الشارقة، بينالي روتردام للهندسة المعمارية، منتدى الهندسة المعمارية تيرول في إنسبروك، تيت في لندن، ترينالي أوسلو، ومركز بومبيدو في باريس.
في 27 يناير 2012، عرض دار أعماله في معرض نوتنغهام المعاصر. كان المعرض بعنوان "المجلس العام"، و"النقطة المحورية للمعرض هي درج كبير معلق، يمثل قسمًا بمقياس 1: 1 حيث يقطع الخط الخارج عن القانون مباشرة عبر مبنى البرلمان الفلسطيني المهجور في القدس" يقع مبنى البرلمان على الأراضي الإسرائيلية والفلسطينية، مما يجعل الوضع القانوني للمبنى غير معروف. يشكك "التجمع المشترك" التابع لـ دار في سمك الخط الحدودي أو خطه ويقترح أن الخط نفسه هو منطقة خارج الحدود الإقليمية.

## تعليم
قام أعضاء دار بتدريس المحاضرات ونشرها على المستوى الدولي، بما في ذلك فترة عملهم كأستاذة ضيوف في معهد بيرلاج، جامعة بير زيت، وبرد القدس، ومؤسسة غولدسميث.

## كتاب
في عام 2013، نشر دار كتاب "العمارة بعد الثورة" بالتعاون مع دار النشر مطبعة ستيرنبرغ ومقرها برلين. وبحسب سترينبرغ، يقدم المؤلفون سلسلة من المشاريع الاستفزازية التي تحاول تخيل "الصباح التالي للثورة".